# Más grandes que el amor
Más grandes que el amor es un libro escrito por el escritor y periodista Dominique Lapierre.
Este libro cuenta el drama del Sida a principios de la década de 1980, cuando se sabía muy poco de esa enfermedad. Para contar esa conmovedora historia, el escritor francés va mezclando en su relato los acontecimientos científicos (el diagnóstico de la enfermedad, el descubrimiento del virus que la provocaba, los enfrentamientos entre los médicos franceses y estadounidenses...)
Aunado a relatar las vivencias de una joven "paria" hindú, que se ve exiliada por padecer lepra, enfermedad que aún contagia a personas en pleno siglo XX y XXI y que la lleva a conocer el amor mostrado por la orden fundada por la Madre Teresa de Calcuta, y comprobar que el amor es real, dos historias basadas en hechos reales, lo que aporta sensibilidad y ternura a la obra en general.
- Datos: Q3392702